# Storyteller II 〜the Age Limits〜
『storyteller II 〜the Age Limits〜』（ストーリーテラー・ツー ジ・エイジ・リミッツ）は、VALSHEの2枚目のミニアルバム。2014年9月24日にBeingから発売された。

## 概要
2010年9月23日に発売したVALSHEメジャーデビュー作である「storyteller」の続編にあたるミニアルバムでデビュー4周年を飾るメモリアル作品。イラストと歌詞と楽曲で、7つのショートストーリーを紡いだコンセプトミニアルバム
。これまでにリリースされた自身のアルバムでは最も累計売上が少ない。
8枚目のシングル「TRIP×TRICK」と同時発売。

## 収録曲
1. HIDE & LEAK (3:48)
（作詞：VALSHE　作曲：minato　編曲：G’n-）
2. WISHLIST (3:47)
（作詞：VALSHE　作曲：DOITOKI　編曲：丸山真由子）
3. 羽取物語 (3:40)
（作詞：minato　作曲：望月由絵・松澤涼　編曲：G’n-）
4. Roma (4:51)
（作詞：VALSHE　作曲：minato　編曲：後藤康二）
5. CAINCOMPLEX (5:08)
（作詞：VALSHE　作曲：桑原佑介　編曲：中山真斗）
6. セミステージ (4:21)
（作詞：minato　作曲：VALSHE　編曲：G’n-）
7. Separation (4:49)
（作詞：VALSHE　作曲：菊池佑介　編曲：FAITH-T）